# جام باشگاه‌های جهان کوچک ۱۹۵۵
جام باشگاه‌های جهان کوچک ۱۹۵۵ چهارمین دوره جام باشگاه‌های جهان کوچک بود، مسابقاتی که دوره اول آن بین سال‌های ۱۹۵۲ تا ۱۹۵۷ و دوره دوم آن بین سال‌های ۱۹۶۳ و ۱۹۶۵در ونزوئلا برگزار شد. این مسابقات با حضور چهار شرکت‌کننده، نیمی از اروپا و نیمی از آمریکای جنوبی و به صورت نوبت‌گردشی برگزار شد. بازیکنانی مانند ماریو کولونا، خوزه آگواس و کاستا پریرا برای بنفیکا، دیانو سانی و نیلتون ده سوردی برای سائوپائولو، فاس ویلکس و پاسیگویتو برای والنسیا در این مسابقات شرکت کردند.
از آنجایی که میلان و رئال مادرید شرکت نکردند، با باشگاه اسپانیایی والنسیا و تیم محلی لا ساله جایگزین شدند. از سوی دیگر، شرکت برزیلی سائوپائولو بخشی از توری بود که شامل کلمبیا و مکزیک نیز می‌شد، درحالی که والنسیا پس از رئال مادرید و بارسلونا، سومین تیم اسپانیایی بود که از ونزوئلا دیدن کرد.
این مسابقات توسط کارآفرینان اسپانیایی دامیان گاوبکا و پدرو ریس سازماندهی شد و مطبوعات آن را "جام سرتیپ مارکوس پرز خیمنز" نامیدند، که هرگز از آن به عنوان "جام باشگاه‌های جهان کوچک" یاد نکردند. مهاجم آرژانتینی روبن پادین از لا ساله (که از کوکوتا دپورتیوو برای بازی انحصاری در این تورنمنت قرضی گرفته شده بود) با ۷ گل بهترین گلزن بود.

## شرکت کننده
| تیم        | نحوه صعود                      |
| ---------- | ------------------------------ |
| بنفیکا     | قهرمان لیگ برتر پرتغال ۱۹۵۴-۵۵ |
| والنسیا    | رتبه پنجم لالیگا ۱۹۵۴-۵۵       |
| سائوپائولو | قهرمان جام پائولیستا ۱۹۵۴      |
| لا ساله    | قهرمان لیگ برتر ونزوئلا ۱۹۵۵   |

## بازی‌ها
| والنسیا                                            | ۴–۳    | بنفیکا                      |
| -------------------------------------------------- | ------ | --------------------------- |
| بوکوئه ۳' · پاسیگویتو ۴۳' · ویلکس ۵۲' · فوئرتس ۶۹' | Report | آرسنیو ۳۰' · آگواس ۴۶'، ۸۰' |

| لا ساله                                     | ۴–۱    | سائوپائولو |
| ------------------------------------------- | ------ | ---------- |
| آلفردو ۱۱' (گل‌به‌خودی) · پادین ۳۱'، ۳۳'، ۵۶' | Report | توماس ۴۳'  |

| لا ساله   | ۱–۱    | والنسیا   |
| --------- | ------ | --------- |
| پادین ۳۵' | Report | مانیو ۵۸' |

| بنفیکا | ۰–۰    | سائوپائولو |
| ------ | ------ | ---------- |
|        | Report |            |

| لا ساله   | ۱–۴    | بنفیکا                                                       |
| --------- | ------ | ------------------------------------------------------------ |
| پادین ۲۵' | Report | آرسنیو ۶۰' · سالوادور ۶۶' · چانو ۶۵' (گل‌به‌خودی) · کالادو ۸۱' |

| سائوپائولو         | ۲–۰    | والنسیا |
| ------------------ | ------ | ------- |
| سانی ۵' · جینو ۷۰' | Report |         |

| سائوپائولو                                  | ۴–۲    | بنفیکا                    |
| ------------------------------------------- | ------ | ------------------------- |
| سانی ۲۳'، ۵۰' · مائورینیو ۵۵' · تیکسیرا ۸۳' | Report | سالوادور ۶۲' · کایادو ۸۷' |

| لا ساله | ۰–۴    | والنسیا                              |
| ------- | ------ | ------------------------------------ |
|         | Report | فوئرتس ۲' · ویلا ۹' · سیگوی ۵۵'، ۸۵' |

| لا ساله   | ۱–۳    | سائوپائولو                        |
| --------- | ------ | --------------------------------- |
| پادین ۸۷' | Report | لانزونی ۴۰' · جینو ۵۷' · سانی ۶۲' |

| بنفیکا         | ۲–۱    | والنسیا       |
| -------------- | ------ | ------------- |
| آگواس ۱۱'، ۷۰' | Report | پاسیگویتو ۳۲' |

| لا ساله | ۰–۰    | بنفیکا |
| ------- | ------ | ------ |
|         | Report |        |

| سائوپائولو  | ۱–۱    | والنسیا  |
| ----------- | ------ | -------- |
| لانزونی ۱۸' | Report | مانو ۵۰' |

## جدول نهایی
| تیم        | امتیاز | بازی | برد | تساوی | باخت | گل زده | گل خورده | تفاضل |
| ---------- | ------ | ---- | --- | ----- | ---- | ------ | -------- | ----- |
| سائوپائولو | ۸      | ۶    | ۴   | ۲     | ۰    | ۱۱     | ۸        | ۳     |
| والنسیا    | ۶      | ۶    | ۲   | ۲     | ۲    | ۱۱     | ۹        | ۲     |
| بنفیکا     | ۶      | ۶    | ۲   | ۲     | ۲    | ۱۱     | ۱        | ۱     |
| لا ساله    | ۴      | ۶    | ۱   | ۲     | ۳    | ۷      | ۱۳       | -۴    |

## گلزنان
| رتبه | بازیکن     | باشگاه     | گل |
| ---- | ---------- | ---------- | -- |
| ۱    | روبن پادین | لا ساله    | ۷  |
| ۲    | دیانو سانی | سائوپائولو | ۴  |

## قهرمان
| قهرمان جام باشگاه‌های جهان کوچک ۱۹۵۵ |
| ----------------------------------- |
| سائوپائولو                          |
| اولین قهرمانی                       |